# Artix Linux
Artix Linux (ou simplesmente Artix /ɑːrtɪks/) é uma distribuição rolling release baseada no Arch Linux que usa inits, como o OpenRC, runit, s6, ou dinit, em vez do systemd usado no Arch Linux.
O Artix Linux tem os seus próprios repositórios, mas como é uma distribuição baseada no pacman, pode usar os pacotes dos repositórios do Arch Linux ou qualquer outra distribuição derivativa, até mesmo para pacotes que dependem explicitamente no systemd. O Arch User Repository (AUR) também pode ser usado.
O Arch OpenRC começou em 2012 e o Manjaro OpenRC foi subsequentemente desenvolvido juntamente. Em 2017 esses projetos se fundiram para criar o Artix Linux.

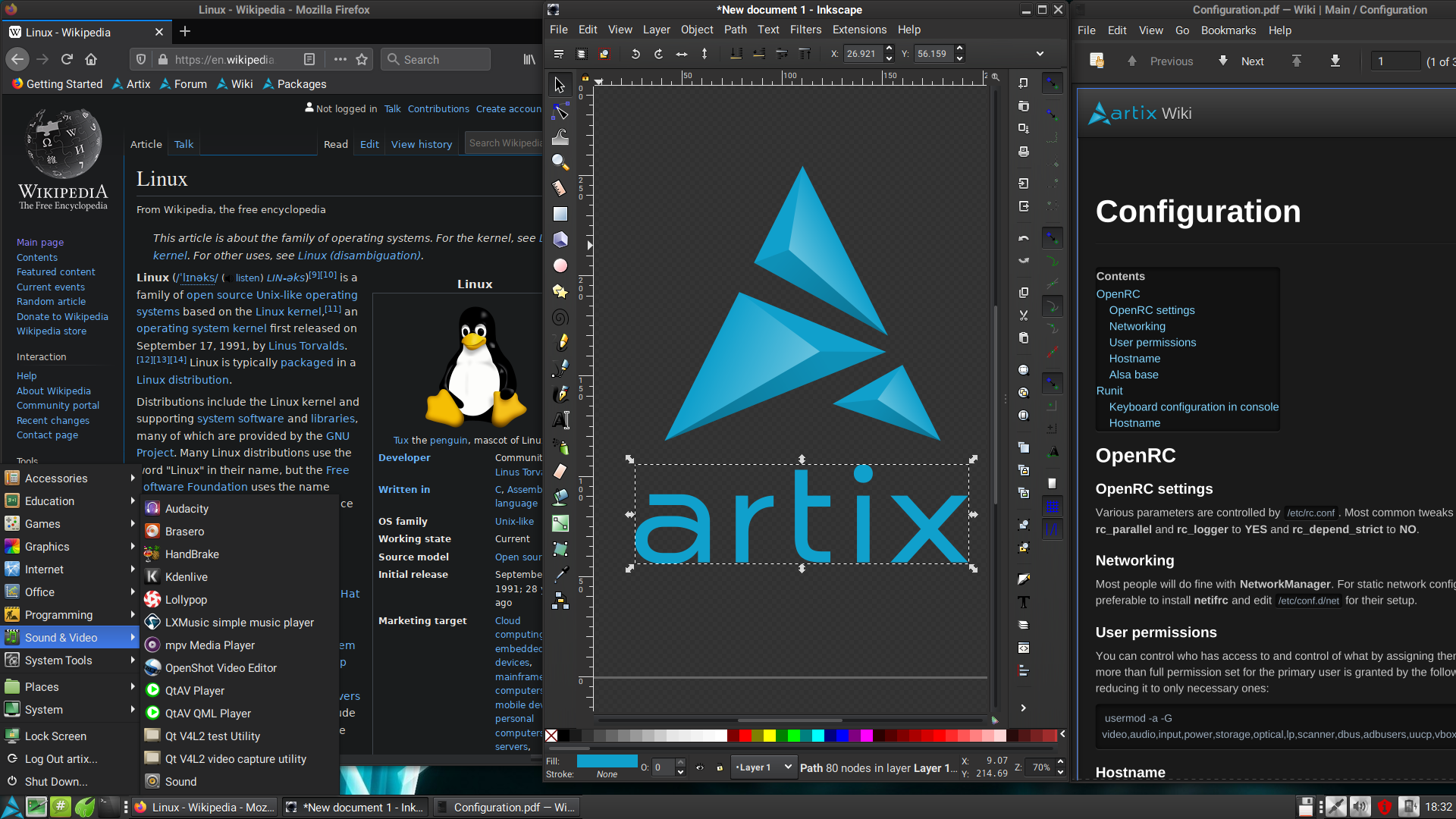
Captura de tela do Artix community-gtk edition 2020-02 mostrando o tema escuro padrão

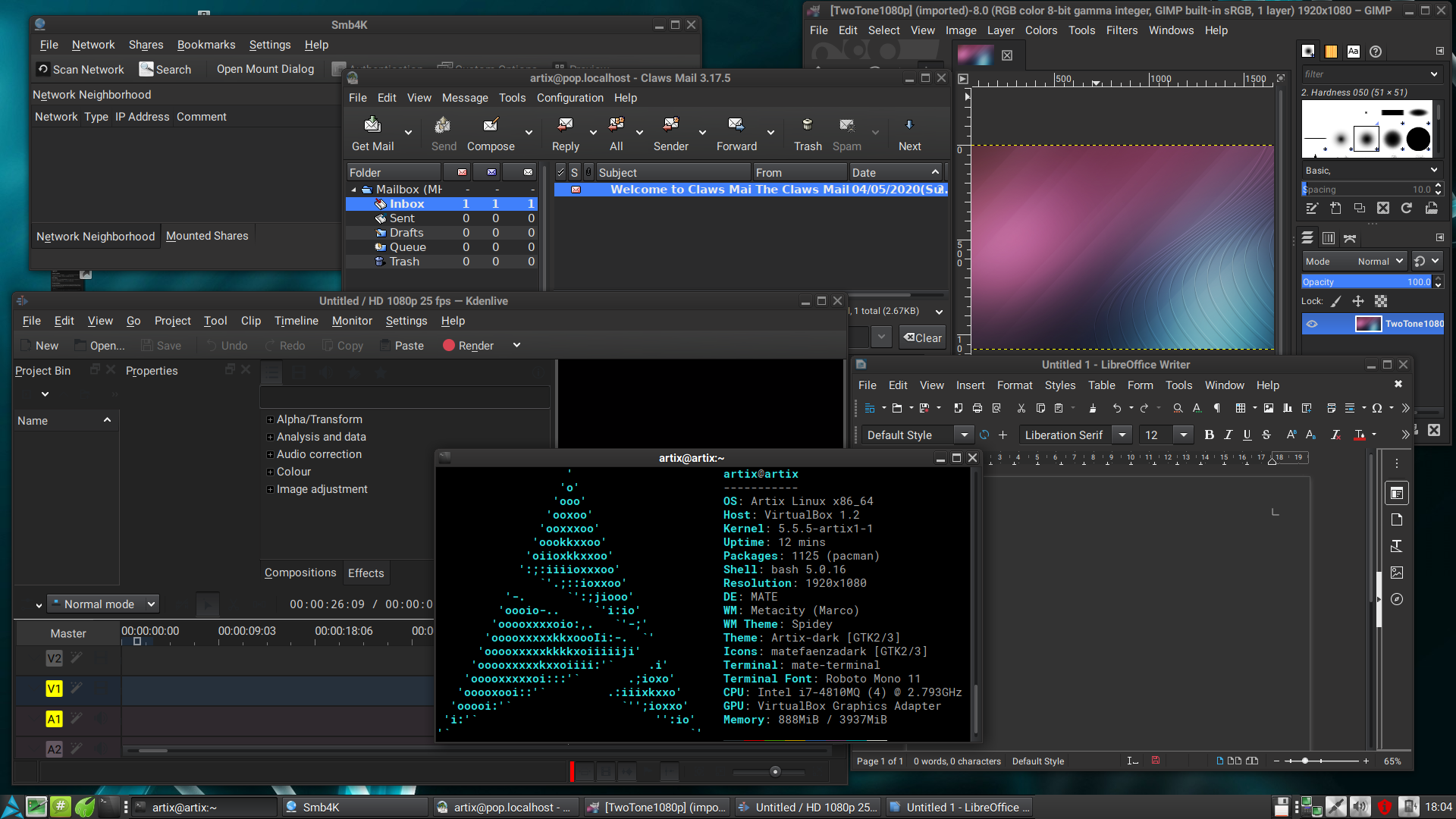
Captura de tela do Artix community-gtk edition 2020-02 apresentando uma mistura de aplicações GTK e Qt: Kdenlive, GIMP, LibreOffice Writer, Claws mail, Smb4K e um despejo do Neofetch

## Histórico de Versões
A distribuição inicialmente oferecia dois ambientes de instalação, uma imagem ISO com uma linha de comando básica e outra com o instalador gráfico Calamares baseado no ambiente de trabalho LXQt, com uma versão para o i3 sendo lançada logo em seguida. Essas versões antigas contavam com o sistema de init OpenRC, com versões contendo o runit sendo lançadas logo depois. As últimas mídias de instalação estão disponíveis em diversos ambientes de área de trabalho, tais como o LXDE, XFCE, MATE, Cinnamon e KDE Plasma 5. Adicionalmente, duas edições não oficiais da comunidade apresentando áreas de trabalho em GTK e Qt e uma base de software maior são oferecidas, visando a usuários menos experientes ou sem tempo para configurar as versões mais minimalistas. Todas as mídias de instalação atuais vêm em versões para OpenRC, runit, s6, e dinit.

## Recepção
Uma avaliação publicada no DistroWatch em 27 de novembro de 2017 encontrou alguns erros, mas em geral relatou que "o Artix está trabalhando com uma ideia boa (...) Ele é mínimo, é rolling [release] e oferece um sistema de init pouco utilizado.", e encerrou dizendo que "todos esses pontos (...) fazem o projeto ser útil". Outra avaliação nesta mesma época pelo linux-community.de, mais crítica, concluiu que "os resultados até então não são exatamente motivadores". Avaliações muito mais favoráveis foram apresentadas posteriormente em ambos os sítios. Uma avaliação da Softpedia deu uma classificação de 5 estrelas de 5 ao Artix, observando o seu "ambiente gráfico belo e agradável". As avaliações dos leitores do DistroWatch são sobretudo bastante favoráveis, com uma classificação média de 9,1 com 229 avaliações.